# Opawica
Opawica (deutsch Troplowitz, auch Tropplowitz, schlonsakisch: Troplowice, tschechisch: Opavice) ist ein Ort in der Stadt- und Landgemeinde Głubczyce im Powiat Głubczycki der Woiwodschaft Oppeln in Polen. Zusammen mit dem Ort Opavice, von dem Opawica durch die polnisch-tschechische Grenze getrennt ist, bildete er ehemals die Stadt Troplowitz.

## Geographie

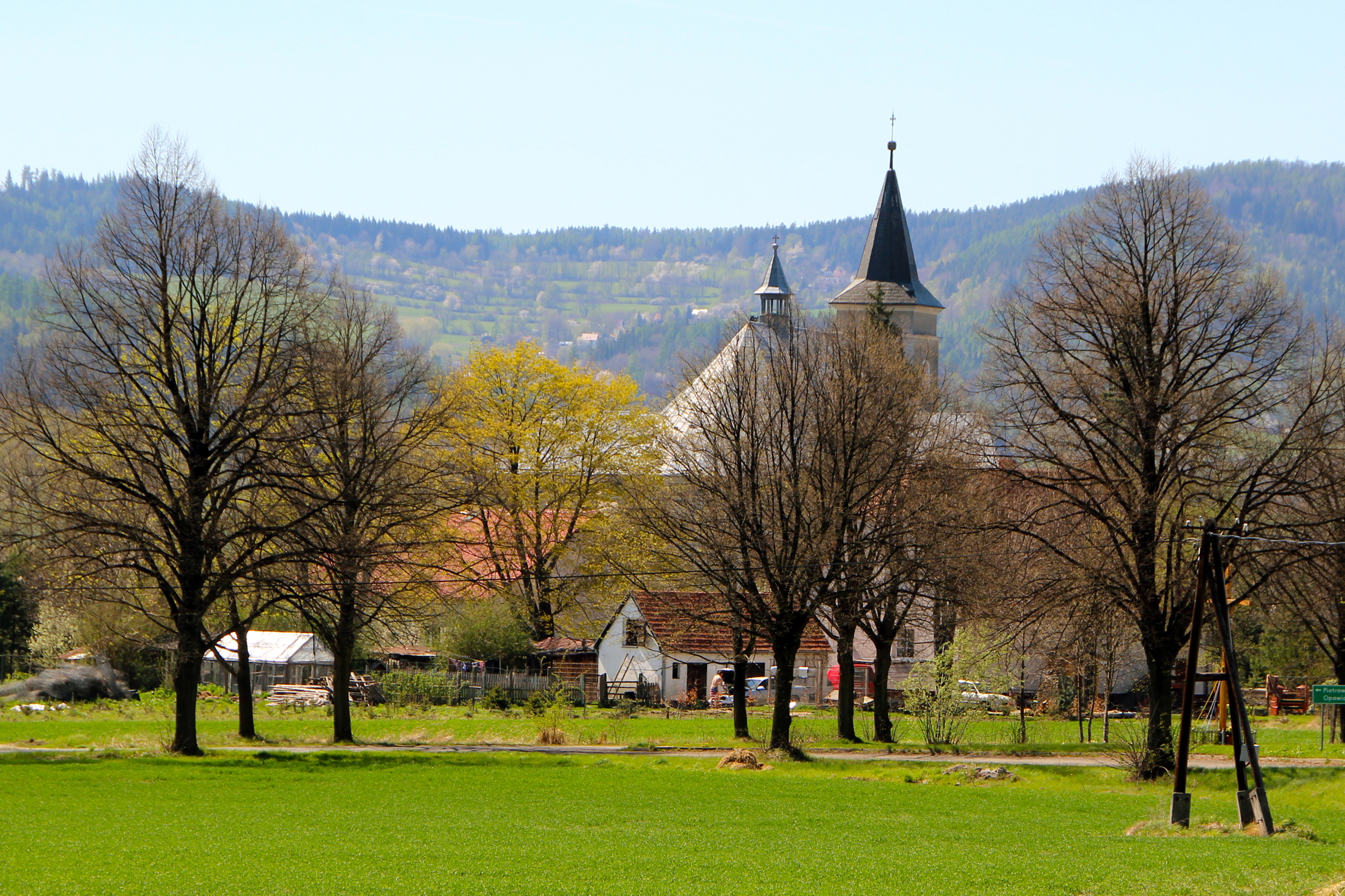
Blick auf Opawica

Das Waldhufendorf Opawica liegt 20 Kilometer südwestlich von Głubczyce (Leobschütz), 71 Kilometer südwestlich von Opole (Oppeln) an der Grenze zu Tschechien am rechten Ufer der Goldoppa am südöstlichen Ausläufer des Zuckmanteler Berglandes. 
Nachbarorte von Opawice sind im Südosten Lenarcice (Geppersdorf) und auf tschechischer Seite im Westen Opavice (Tropplowitz) und im Nordwesten Město Albrechtice (Olbersdorf).

## Geschichte

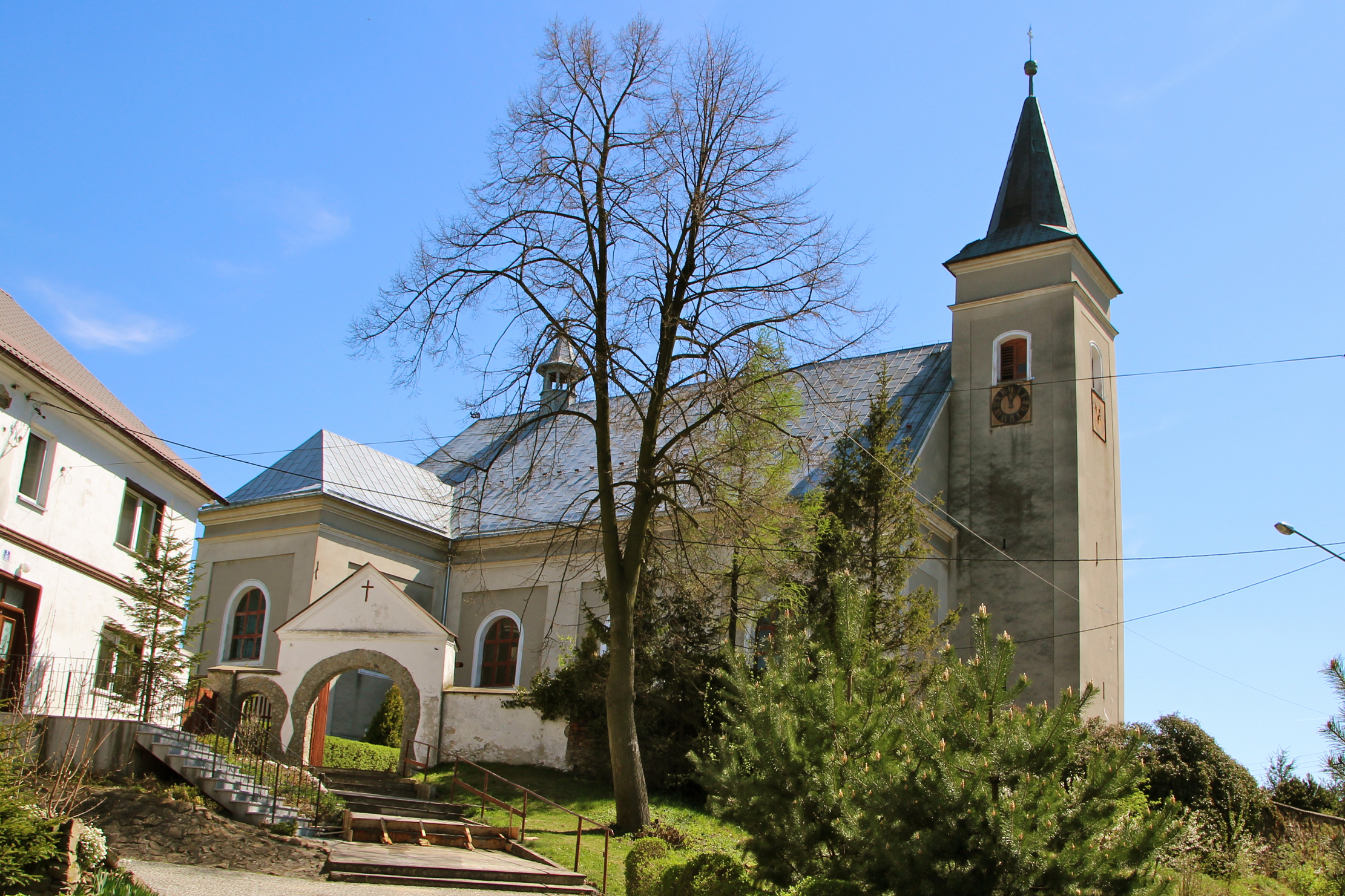
Dreifaltigkeitskirche in Opawica

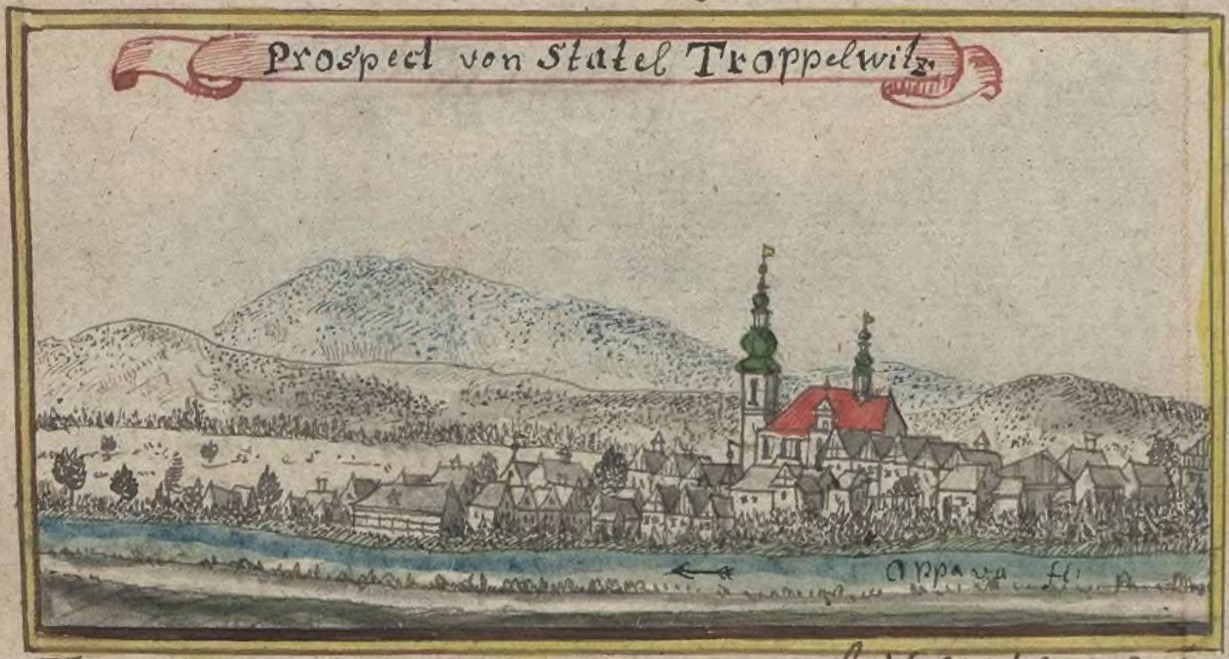
Panorama Troplowitz – Zeichnung aus der Mitte des 18. Jahrhunderts

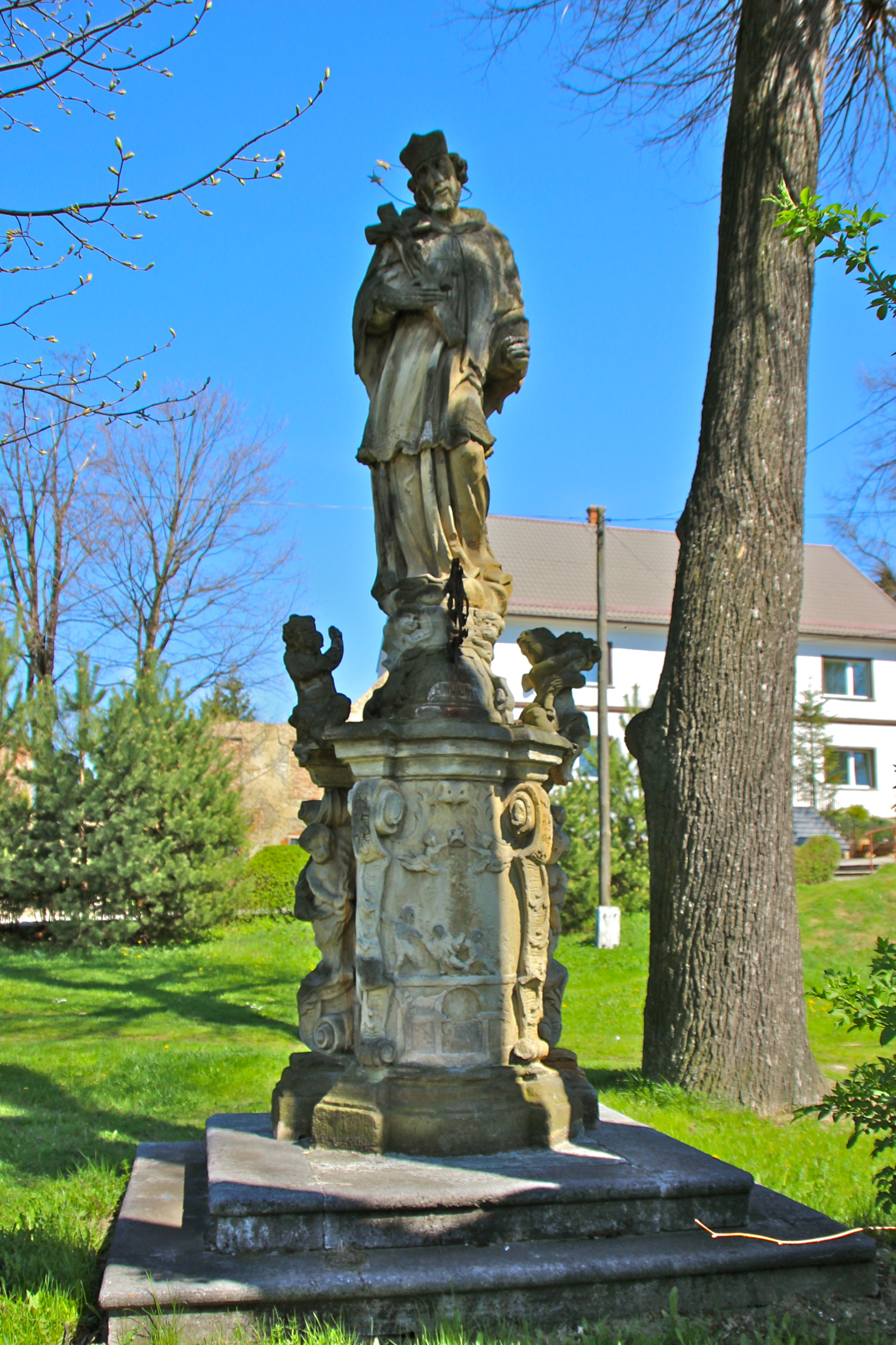
Nepumukstatue

Die erste Erwähnung des Dorfes Oppawicz stammt aus dem Jahre 1256. Damals gehörte es zur „Provinz Troppau“ in der Markgrafschaft Mähren. 1318 gelangte es an das vom böhmischen König Ottokar II. Přemysl gegründete Herzogtum Troppau. Bei dessen Teilung im Jahre 1377 wurde es dem Herzogtum Jägerndorf eingegliedert. Die seit 1377 belegbare Zollstation an der Goldoppa führte dazu, dass um 1400 südlich des Dorfes ein Städtchen entstand, das die Privilegien einer Bergstadt genoss. Sein Marktrecht wurde 1410 durch den Troppauer Herzog Přemysl I. bestätigt. Im gleichen Jahr gelangte Oppawicz zusammen mit der Herrschaft Geppersdorf in den Besitz derer von Bladen.
Mit der 1492 erfolgten Gründung der Stadt Olbersdorf drei Kilometer nordwestlich von Troplowitz wurde die Entwicklungsmöglichkeit der Stadt stark eingeschränkt. Um 1550 wurde in der Stadt die Reformation eingeführt. Mit dem Übergang der Herrschaft an das Adelsgeschlecht Haugwitz während des Dreißigjährigen Krieges erfolgte die Rekatholisierung. Im Jahre 1700 gelangten Geppersdorf und Troplowitz an die Grafen Sedlnitzky von Choltitz.
Nach dem Ersten Schlesischen Krieg 1742 fiel Troplowitz mit dem größten Teils Schlesiens an Preußen, wobei die Grenze mitten durch den Ort verlief. Der größere Teil der Stadt mit Ring und Pfarrkirche sowie ein Teil des Dorfes wurde Schlesien eingegliedert; die Ortsteile rechts der Goldoppa gelangten an das neu entstandene Österreichisch-Schlesien.
Durch diese Teilung fiel die Stadt Troplowitz, die etwa 1280 Einwohner hatte und das Privileg für drei Jahrmärkte besaß, in die Bedeutungslosigkeit, und die Bevölkerung wanderte aus dem nunmehr abgelegenen Ort an der Landesgrenze ab. Noch im 18. Jahrhundert verlor Troplowitz das Stadtrecht. Zu Beginn des 19. Jahrhunderts war der Marktflecken zu einer Landgemeinde herabgesunken.
Nach der Neuorganisation der Provinz Schlesien gehörte die Landgemeinde Troplowitz sowie das Städtel Troplowitz ab 1816 zum Landkreis Leobschütz, mit dem es bis 1945 verbunden blieb. 1845 bestanden im Dorf Troplowitz zwei Wassermühlen, zwei Bleichen und 49 Häuser. Von den 326 Einwohnern war einer katholisch. 1845 bestanden im Städtel Troplowitz ein königliches Nebengrenzzollamt, eine katholische Pfarrkirche, eine katholische Schule, eine Wassermühle, eine Brennerei sowie 43 Häuser. Im gleichen Jahr wurden 565 Einwohner gezählt, davon 25 evangelisch und 31 jüdisch. 1861 bestand Troplowitz aus neun Bauern, 13 Gärtnern- und 23 Häuslerstellen. Die katholische Schule im Städtel Troploiwtz zählte im gleichen Jahr 200 Schüler. 1874 wurde der Amtsbezirk Pilgersdorf gegründet, dem die Landgemeinden Pilgersdorf, Raden, Troplowitz und Troplowitz Städtel eingegliedert wurden. Im zweiten Drittel des 19. Jahrhunderts erfuhr die Gemeinde durch die Damastweberei noch einmal einen leichten wirtschaftlichen Aufschwung, der jedoch nicht von Dauer war.
Bei der Volksabstimmung in Oberschlesien am 20. März 1921 stimmten in Städtel Troplowitz 356 Personen für einen Verbleib bei Deutschland und 0 für Polen sowie im Dorf Troplowitz 203 Personen für einen Verbleib bei Deutschland und 0 für Polen. Städtel Troplowitz sowie Dorf Troplowitz verblieben mit dem gesamten Stimmkreis Leobschütz beim Deutschen Reich. Am 1. Oktober 1934 wurden Städtel Troplowitz sowie Dorf Troplowitz zur Landgemeinde Troplowitz zusammengelegt. 1939 zählte Troplowitz 555 Einwohner.
Als Folge des Zweiten Weltkriegs fiel Troplowitz 1945 mit dem  größten Teil Schlesiens an Polen. Nachfolgend wurde es in Opawica umbenannt und der Woiwodschaft Schlesien angeschlossen. Die deutsche Bevölkerung wurde, soweit sie nicht vorher geflohen war, weitgehend vertrieben. Die neu angesiedelten Bewohner waren teilweise Zwangsumgesiedelte aus Ostpolen, das an die Sowjetunion gefallen war. 1950 wurde Opawice der Woiwodschaft Opole, 1999 wurde es dem wiedergegründeten Powiat Głubczycki zugeordnet.

## Sehenswürdigkeiten

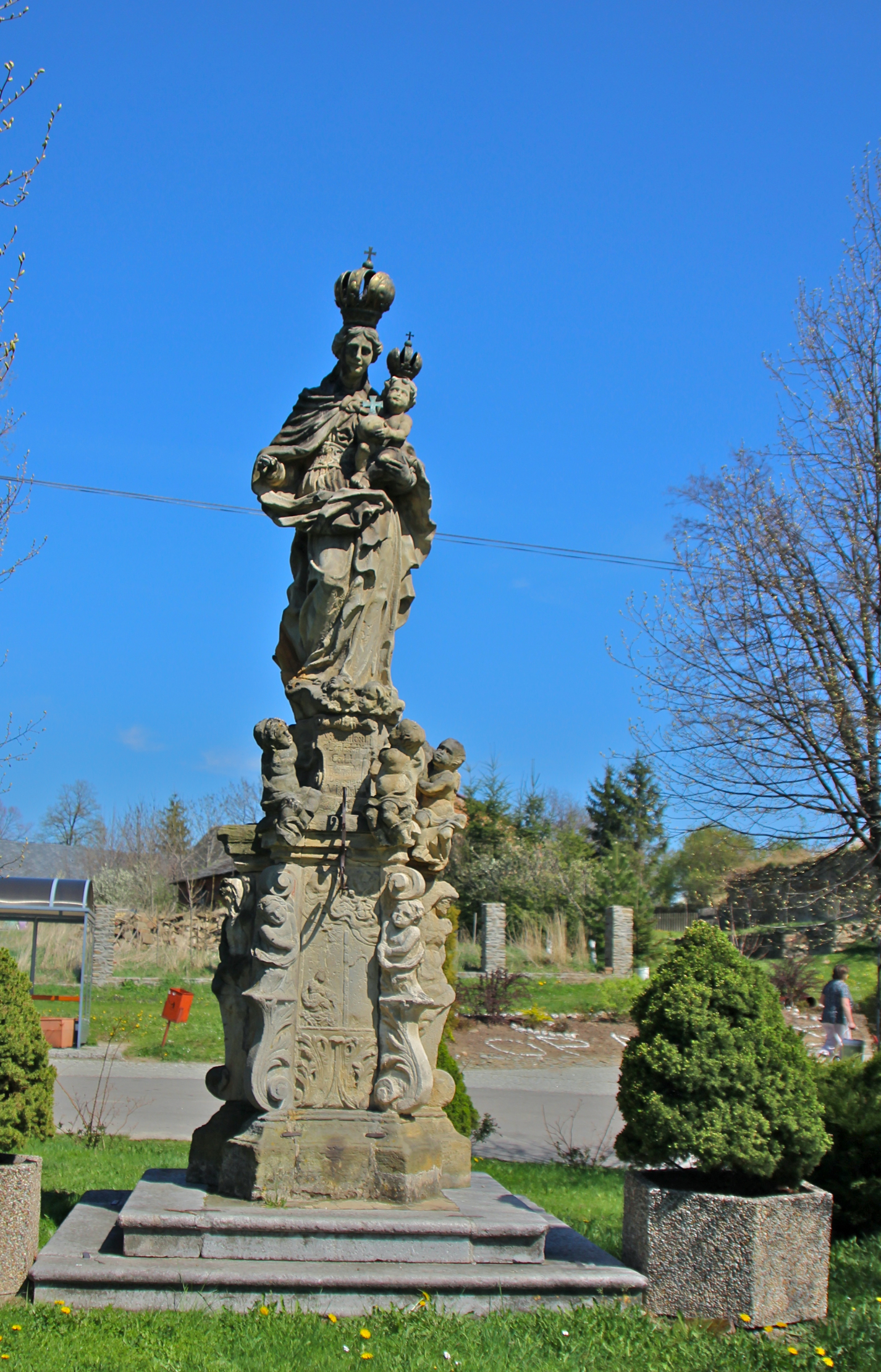
Marienstatue

- Die römisch-katholische Dreifaltigkeitskirche (Kościół Trójcy Świętej) wurde 1701 bis 1706 im Auftrag des Grafen Karl Julius von Sedlnitzky errichtet.
- Das Pfarrhaus wurde 1776 errichtet.
- Steinerne Wegekapelle mit barockem Giebel
- Statue des böhmischen Landesheiligen Johannes Nepomuk
- Marienstatue
- Denkmal für Papst Johannes Paul II.
- Steinerne Wegekreuze
- Hölzernes Wegekreuz

## Einwohnerentwicklung
1825 lebten 483 Einwohner in Troplowitz, davon 274 im Marktflecken Städtel Troplowitz und 209 im Dorf Troplowitz.
| Jahr          | 1784 | 1825 | 1885 | 1905 | 1925 | 1939 |
| Einwohnerzahl | 174  | 483  | 976  | 685  | 606  | 555  |

## Vereine
- Fußballverein Zryw Opawica

## Söhne und Töchter von Troplowitz
- Henry Mosler (1841–1920), US-amerikanischer Maler